# Alipašina džamija
Alipašina džamija nalazi se u Sarajevu. Sagrađena je 1561. godine. Džamiju je izgradio Hadim Ali-paša, budimski begler-beg 1560. – 1561. godine u vrijeme kada je upravljao Bosanskim pašalukom. Džamija je izgrađena u klasičnom istanbulskom stilu. Ali-paša, rodom iz Sarajevskog polja, je u testamentu napisao da mu se uz mezar podigne džamija od sredstava njegovog vakufa. Umro je 1557., a u roku od 4 godine podignuta je ova građevina.
Ali-pašina džamija s haremom u Sarajevu proglašena je nacionalnim spomenikom Bosne i Hercegovine 2005. godine.
Džamija je osvjetljena 2008. godine u sklopu projekta osvjetljenja građevina u Sarajevu.